# Скрябин, Михаил Фёдорович
Михаи́л Феодо́рович (Фёдорович) Скря́бин (ум. апрель 1668) — дворянин московский, воевода Луха и Красноярского острога (потомок боярского рода Скрябиных, ведущего начало от удельных князей Фоминских).
Боярин Скряба Травин, Тимофей Григорьевич из рода Травиных был его прапрадедом. Из этого рода происходят: галичский сын боярский Скрябин Матвей Иванович и Скрябина, Антонина Владимировна.

## Биография
С 1629 года по 1636 год служил патриаршим стольником, также как и его родной брат Владимир. В 1636 году поступил на «государеву службу» стольником. В 1636 году получил чин московского дворянина.
В декабре 1648 года послан на воеводство в Лух. В марте 1649 года думный дьяк Волошенинов подал челобитную на Скрябина. Царь повелел два года дослужить Скрябину в Лухе. После этого Скрябин был заменён С. Н. Трегубовым.
С 1652 года по 1656 год Скрябин служит воеводой в Красноярском остроге. В остроге в то время было менее 400 служилых людей, а в летнее время оставалось всего около пятидесяти человек. Остальные рассылались на сбор ясака, в другие сибирские остроги, в Енисейск за хлебными припасами, в Москву с деньгами.
Монгольский Алтын-хан и его племянник проникли в «Тубинскую государеву землю» и собирали ясак. Красноярские служилые люди вернулись без ясака. Скрябин написал об этом отписку в Томск. Скрябин также сообщал, что если Алтын-хан осадит Красноярск, то военного гарнизона острога будет недостаточно для обороны.
Летом 1653 года Скрябин писал Енисейскому воеводе о правильном распределении между Енисейским и Красноярским острогами ясака. Енисейские и Красноярские остроги конкурировали за ясачные территории, и служилые люди иногда по два раза собирали ясак на одном и том же месте.
С 1659 года по 1663 год Скрябин был товарищем воеводы в Севске. Должность товарища воеводы примерно соответствовала начальнику военного гарнизона. По инициативе воевод Михаила Фёдоровича Скрябина и Михаила Михайловича Дмитриева (Дмитриевы-Мамоновы) в Севске впервые была организована скоростная доставка почты, или скорая ямская гоньба (1661).
Владел собственным двором в Москве, обширными поместьями в Московском, Лухском, Севском, Костромском и других уездах, где и проживал «на поместьях» до старости (скончался, согласно указанию в Боярской книге 1658 года, в апреле 1668 года).

### Семья
- Жена: Ирина Федоровна Кунина.
- Дети: Прохор, Павел, Петр, Авдотья, Ирина.